# Глуховский уезд

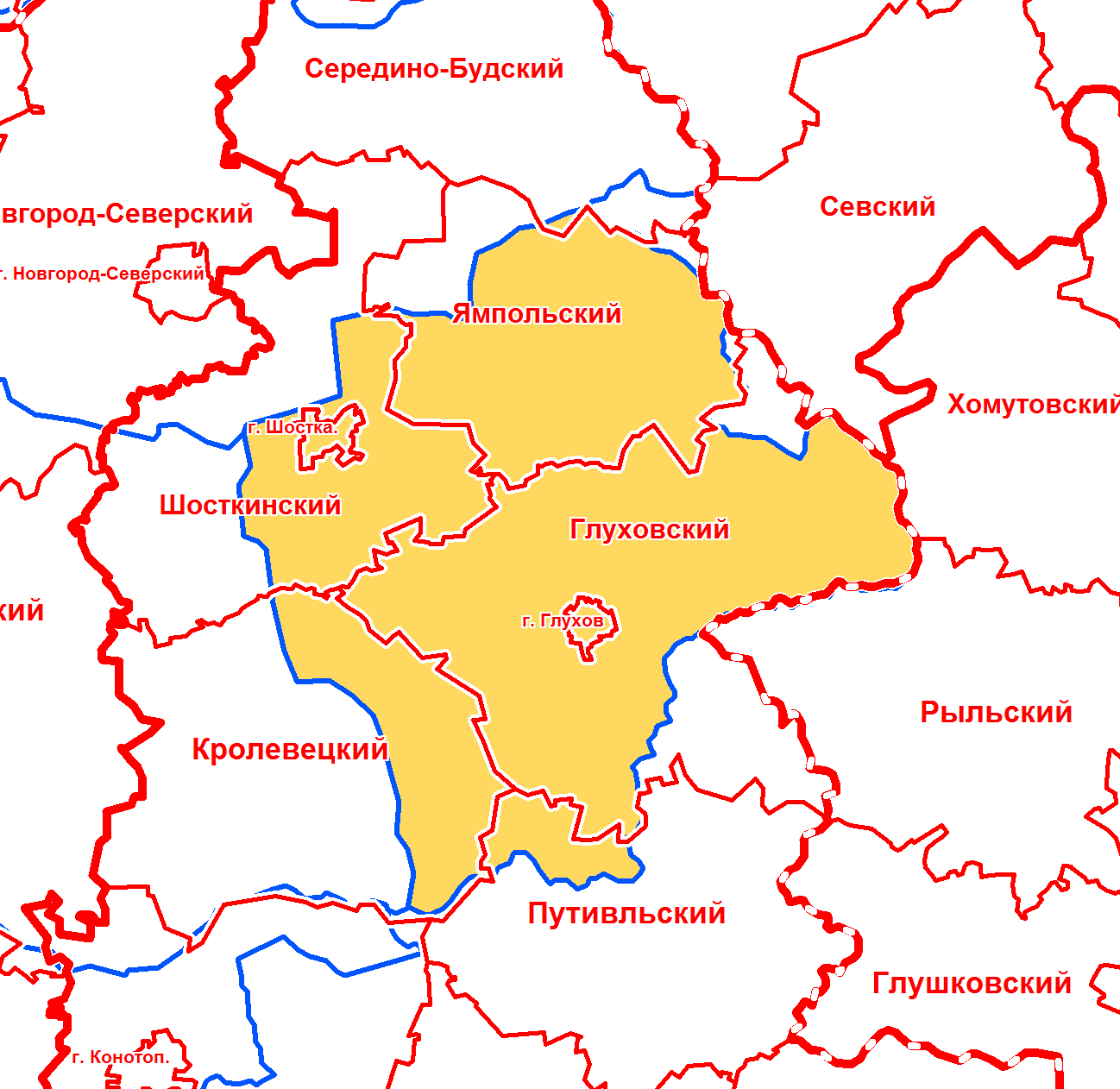
Глуховский уезд в современной сетке районов

Глу́ховский уе́зд — административно-территориальная единица в составе Черниговской губернии Российской империи, существовавшая в 1781 — 1923 годы. Уездный город — Глухов.

## История
Уезд образован в 1781 году в составе Новгород-Северского наместничества. В 1796 году вошел в состав восстановленной Малороссийской губернии. С 1802 года — в Черниговской губернии. В 1923 году уезд был упразднён, на его территории образован Глуховский район Глуховского округа.

## Население
По переписи 1897 года население уезда составляло 142 661 человек, в том числе в городе Глухов — 14 828 жит.

### Национальный состав
Национальный состав по переписи 1897 года:
- украинцы — 130 725 чел. (91,6 %),
- русские — 5958 чел. (4,2 %),
- евреи — 5514 чел. (3,9 %),

## Административное деление
В 1913 году в состав уезда входило 9 волостей: 
| - Воронежская — м. Воронеж, - Глуховская — г. Глухов, - Есманская — с. Есмань, - Марчихино-Будинская — м. Марчихина Буда, - Тулиголовская — с. Тулиголов, - Улановская — с. Уланов, - Холопковская — с. Холопков, - Ямпольская — с. Ямполь, - Ярославецкая — с. Ярославец |